# Walter Grootaers
Walter Frieda Hans Grootaers (Soest (Duitsland), 27 januari 1955) is een Belgische zanger en presentator. Hij is vooral bekend als frontman van De Kreuners en tv-presentator op de Belgische commerciële zenders. Hij was daarnaast een aantal jaar bestuurslid van voetbalclub Lierse SK en lokaal politicus voor Open Vld.

## Biografie
Grootaers werd geboren in Duitsland. Op zijn acht jaar verhuisde het gezin naar België, eerst naar Leopoldsburg, maar hij groeide nadien op in Lier. Van jongs af had hij interesse in muziek en volgde muziekles voor slagwerk. Hij begon op zijn achttiende te werken als telefonist, bode en discothecaris bij Radio 2 Omroep Antwerpen. Vanuit zijn interesse voor muziek besluit hij met vrienden Nederlandstalige rockmuziek te maken. In 1978 richt hij mee De Kreuners op, waarvan hij zanger en frontman is. Hij laste met de groep een pauze in van 2012 tot 2017 maar sindsdien treedt hij geregeld weer met hen op. Grootaers presenteerde ook meerdere televisieprogramma's zowel op VRT, VTM als Vier, en was jarenlang politiek actief.

## Mediafiguur
Grootaers is de zanger van de Belgische muziekgroep De Kreuners. Daarnaast was/is hij op tv te zien, onder andere als:
- Presentator van Now or Never (VT4), De Muziekkwis (VT4), Uhhh... Vergeet je tandenborstel niet! (VT4), Big Brother (Ka2), Wie Wordt Multimiljonair (VTM), Fear Factor (VTM), Miljoenenjacht (VTM) en Star Academy (VTM).
- Panellid bij De drie wijzen, Het Swingpaleis (TV1) en Niets Dan De Waarheid (VTM).
- Presentator van Met andere woorden (TV1).
- Vaste gast in Alles Moet Weg.
- Presentator van Hart Voor Mekaar (VTM) (samen met Rani De Coninck).
- Gast in The Singing Bee, een karaokeprogramma, eveneens op VTM.
- Presentator Wipeout, een spelprogramma. Hij doet dit samen met belspelpresentatrice Lynn Pelgroms en ex-voetballer Bob Peeters.
- Presentator van de rubriek Homo universalis in Iedereen beroemd.[2]
- Coach bij de Vlaamse versie van The Voice Senior (2018, 2020).

Sinds medio 2015 is hij op vrijdag vaste gast in het ochtendprogramma op radiozender Nostalgie, met een rubriek waarin de luisteraar moet raden of een verhaal van hem waar of vals is. In oktober dat jaar werd hij voor die zender presentator van het quizprogramma De Classics-Krak.

## Politiek
Grootaers was tevens politiek actief. Hij was namens de Open Vld gemeenteraadslid in Lier van 1995 tot 2020. Tussen 2001 en 2006 was hij er schepen voor Sport, Feestelijkheden en Toerisme. In 2007 was hij ook kandidaat bij de federale verkiezingen. Bij de provincieraadsverkiezingen in 2012 duwde hij de Antwerpse lijst, maar werd niet verkozen. Voor de Kamerverkiezingen in 2014 stond hij op de derde plaats op de Antwerpse Open Vld-lijst, maar hij geraakte niet verkozen. Bij de lokale verkiezingen van 2018 was hij lijstduwer in Lier en hij raakte verkozen. Tussen 2013 en 2020 was hij als schepen onder meer bevoegd voor Stadsontwikkeling. Bij de federale verkiezingen van 2019 stond hij op de 17de plaats. Zoals verwacht vanop die plaats, werd hij niet verkozen. Eind 2020 verliet hij de lokale politiek.

## Privéleven
Uit een eerste huwelijk kreeg Grootaers een dochter.  Nadien huwde hij Nicole Plas met wie hij eveneens drie kinderen kreeg.
Medio 2023 kreeg Grootaers de diagnose van leverkanker. Zijn behandeling noopte De Kreuners tijdelijk te stoppen met optreden.
Laatste (per 2 januari 2009):
Joyce Beullens · Tom De Cock · Sebastian Decrop · Evy Gruyaert · Johan Henneman · Mark Heyninck · Anneleen Liégeois · Kris Luyten · Caren Meynen · Dave Peters · Marc Pinte · Thibaut Renard · Ann Reymen · Ben Roelants · Benjamien Schollaert · Elias Smekens · Stijn Smets · Lotte Stevens · Ann Van Elsen · Brecht Vanmeirhaeghe · Sofie Van Moll · David Van Ooteghem
Geschiedenis (1992–2009):
Jan Bosman · Ben Crabbé · Dominique Crommen · Erwin Deckers · Steve De Coninck-De Boeck · Kevin De Geest · Leen Demaré · Bart De Prez · Margot Derycke · Marc Deschuyter · Els Ermens · Michel Follet · Anne Gies · Jeroen Gorus · Walter Grootaers · Kristof Hayen · Geert Hoste · Mark Lefever · Kristien Maes · Kris Mannaerts · Luc Mertens · Johan Notenbaert · Sven Ornelis · Jaak Pijpen · Alexandra Potvin · Katja Retsin · Fien Sabbe · Bart Saerens · Mieke Scheldeman · Cara Van der Auwera · Iris Van Impe · Birgit Van Mol · Rob Vanoudenhoven · Evert Venema · Sofie Verbruggen · Ronald Verhaegen · Peter Verhulst · Jean Vijdt · Robin Vissenaekens · Albrecht Wauters · Niels William · Yasmine